# UT 082
Der UT 082 ist ein Kleintraktor, der in der DDR ca. 1000 Mal gebaut wurde. Er wurde vom VE Kombinat Gartenbautechnik entwickelt und von 1984 bis 1989 im Betriebsteil (BT) Butzen mit der Endfertigung im Kreisbetrieb für Landtechnik (KfL) Lübben produziert.

## Beschreibung
Der Traktor UT 082 hat Hinterradantrieb und Differenzialsperre. Angetrieben wird er von einem luftgekühlten Zweizylinder-Dieselmotor vom Typ 2 VD8/8-2SVL mit 10 kW (14 PS) Leistung, der schon im Multicar 22 Verwendung fand. Gelenkt wird hydraulisch und es ist auch eine Zapfwelle serienmäßig vorhanden. An doppelwirkenden Hydraulikanschlüssen sind zwei Paar zu finden, diese können auch für den Betrieb von Anhängern genutzt werden. 

## Verwendung
Zu den Besonderheiten zählt der geringe Wendekreis und die Vielseitigkeit. Als Anbauteil können Rückewinden über Anhänger bis hin zu Mähbalken verwendet werden. Der Traktor kann in großen Gewächshäusern, auf kleinen Bauernhöfen oder auch wegen der guten Wendigkeit im Forst eingesetzt werden.